# Guerra di San Gallo

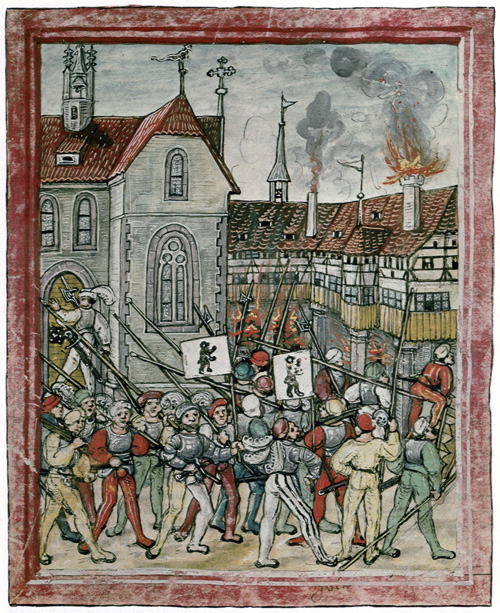
Attacco delle città di San Gallo e Appenzello all'abbazia di Mariaberg, a Rorschach, nel 1489.

Nel 1489-90 la Rorschacher Klosterbruch, ovvero il sacco del convento di Rorschach, scatenò la guerra di San Gallo. Dopo decenni di conflitti con la città di San Gallo, alla fine del 1480 l'abate Ulrich Rösch iniziò a pianificare il trasferimento dell'abbazia dalla città di San Gallo a Rorschach. Con il trasferimento sperava di sfuggire all'indipendenza e ai conflitti della città. Inoltre, spostandosi più vicino alle importanti rotte commerciali del lago di Costanza, avrebbe potuto trasformare Rorschach in un importante porto e riscuotere una fortuna in tasse. A sua volta, il sindaco Varnbüler e la città temevano che un nuovo porto sul lago avrebbe fatto sì che il commercio aggirasse San Gallo e Appenzello. Nonostante quest'ultime si opponessero al nuovo monastero, dopo l'approvazione di Papa Sisto IV e lunghe trattative con l'Imperatore Federico III d'Asburgo, la prima pietra della nuova Abbazia di Mariaberg fu posta il 21 marzo 1487.
All'inizio le città di San Gallo e Appenzello si limitarono a protestare contro il piano dell'abate, ma quando questo non ebbe successo, iniziò a pianificare un attacco all'abbazia. Credevano che la Confederazione Svizzera non sarebbe intervenuta a causa delle tensioni tra loro e la Lega sveva. Il 28 luglio 1489 un gruppo di 1200 appenzellesi e 350 sangallesi si riunì a Grub (oggi parzialmente integrato nel comune di Eggersriet) e marciò sull'abbazia, abbattendone rapidamente le mura e bruciando tutto ciò che trovarono. Dopo aver trascorso la notte bevendo e banchettando con le provviste dell'abate, tornarono alle loro case. L'attacco costò all'abate i 13.000 gulden che aveva già speso per la costruzione dell'edificio e altri 3.000 in mobili e forniture. I vassalli dell'abbazia sostennero le azioni della città e di Appenzello e il 21 ottobre 1489 firmarono il patto Waldkircher Bund con i ribelli.
Nei mesi successivi l'abate cercò il sostegno dei suoi alleati della Vecchia Confederazione per punire San Gallo e Appenzello, inizialmente con poco successo. Mentre i quattro cantoni di Zurigo, Lucerna, Svitto e Glarona, allora alleati, in genere sostenevano l'abate, il resto della Confederazione non lo faceva. Tuttavia, la creazione del Waldkircher Bund apparve minacciosa per la Confederazione e la spinse a sostenere l'Abate. Il 24 gennaio 1490, la Confederazione permise ai quattro cantoni alleati di attaccare la città e Appenzello. Di fronte alle forze della Confederazione, il Waldkircher Bund si sciolse mentre ogni gruppo si preparava a difendersi. L'esercito svizzero assediò San Gallo l'11 o il 12 febbraio e il 15 febbraio la città si arrese. Il trattato di pace sciolse il Bund, ripristinò le terre dell'abate, gli permise di ricostruire l'abbazia di Mariaberg ma gli impose di rimanere a San Gallo. Il monastero di Mariaberg fu ricostruito a partire dal 1497 e completato nel 1518, ma servì al monastero di San Gallo solo come centro amministrativo e in seguito divenne una scuola.